# Albany Township (Illinois)
Die Albany Township ist eine von 22 Townships im Whiteside County im Nordwesten des US-amerikanischen Bundesstaates Illinois. Im Jahr 2010 hatte die Albany Township 1076 Einwohner.

## Geografie
Die Albany Township liegt im Nordwesten von Illinois am Mississippi, der die Grenze zu Iowa bildet. Die Grenze zu Wisconsin befindet sich rund 100 km nördlich.
Die Albany Township liegt auf 41°43′59″ nördlicher Breite und 90°13′29″ westlicher Länge und erstreckt sich über 33,15 km², die sich auf 32,11 km² Land- und 1,04 km² Wasserfläche verteilen. 
Die Albany Township liegt im Westen des Whiteside County und grenzt im Norden durch den Mississippi getrennt an das Clinton County in Iowa. Im Westen grenzt die Township an das Rock Island County. Innerhalb des Whiteside County grenzt die Albany Township im Nordosten an die Garden Plain Township, im Osten an die Newton Township und im Südosten an die Erie Township.

## Verkehr
Entlang des Mississippi führt die den Illinois-Abschnitt der Great River Road bildende Illinois State Route 84 durch die Albany Township. Alle weiteren Straßen sind County Roads oder weiter untergeordnete und zum Teil unbefestigte Fahrwege.
Der nächstgelegene größere Flughafen ist der rund 55 km südwestlich gelegene Quad City International Airport.

## Demografische Daten
Nach der Volkszählung im Jahr 2010 lebten in der Albany Township 1076 Menschen in 450 Haushalten. Die Bevölkerungsdichte betrug 33,5 Einwohner pro Quadratkilometer. In den 450 Haushalten lebten statistisch je 2,39 Personen. 
Ethnisch betrachtet setzte sich die Bevölkerung zusammen aus 98,3 Prozent Weißen, 0,2 Prozent Afroamerikanern, 0,2 Prozent amerikanischen Ureinwohnern, 0,6 Prozent Asiaten sowie 0,2 Prozent aus anderen ethnischen Gruppen; 0,6 Prozent stammten von zwei oder mehr Ethnien ab. Unabhängig von der ethnischen Zugehörigkeit waren 1,7 Prozent der Bevölkerung spanischer oder lateinamerikanischer Abstammung. 
21,9 Prozent der Bevölkerung waren unter 18 Jahre alt, 60,4 Prozent waren zwischen 18 und 64 und 17,7 Prozent waren 65 Jahre oder älter. 49,3 Prozent der Bevölkerung war weiblich.
Das mittlere jährliche Einkommen eines Haushalts lag bei 60.195 USD. Das Pro-Kopf-Einkommen betrug 27.045 USD. 3,9 Prozent der Einwohner lebten unterhalb der Armutsgrenze.

## Orte
Neben Streubesiedlung existiert in der Albany Township mit Albany eine selbstständige Gemeinde (mit dem Status „Village“).